# Bitwa pod Częstoborowicami
Bitwa pod Częstoborowicami – jedna z bitew powstania styczniowego stoczona 30 lipca 1863 r.

## Przebieg
W dworze w Rybczewicach zatrzymały się oddziały Grzymały, do których dołączyli Jankowski i Adam Andrzej Zieliński ze swoimi ludźmi. Wkrótce Grzymała opuścił dwór. Pozostali w nim jednak, lekceważąc doniesienia o nadciągającej armii rosyjskiej pod dowództwem płk. Baumgartena, Zieliński i Jankowski. Gdy armia rosyjska zbliżyła się, podjęto decyzję o wymarszu w stronę Częstoborowic. 30 lipca 1863 roku pod Częstoborowicami rozegrała się bitwa pomiędzy siłami około 1000 powstańców a armią rosyjską w sile 3 rot piechoty, oddziału ułanów i sotni Kozaków (ok. 600 ludzi). Części Polaków udało się uniknąć walki, część została jednak odcięta.

## Bilans
Bitwa zakończyła się klęską powstańców. Część powstańców uciekła, a większość tych, którym się to nie udało została w metodyczny sposób wymordowana przez Rosjan. Według danych z księgi stanu cywilnego (akty zgonów) parafii Częstoborowice w bitwie poległo 106 powstańców, a kolejnych 10 zmarło na skutek odniesionych ran, 150 zostało rannych. Straty rosyjskie miały wynieść 5 zabitych i 6 rannych (w tym jeden oficer - porucznik).

## Bitwa pod Częstoborowicami w kulturze
Tragedia powstańców stała się tematem obrazu nieznanego malarza pod tytułem Rzeź bezbronnych powstańców pod Częstoborowicami będącego własnością Muzeum Polskiego w Rapperswilu. W 1917 roku dzieło zaginęło.